# العندليب الخالي من الرجال
العندليب الخالي من الرجال هي رواية للكاتبة البوليسية روث رندل نُشرت في عام 2013،  وهي تظهر فيها بطل الرواية المتكرر المفتش ويكسفورد. الرواية هي الثانية التي يظهر فيها ويكسفورد بعد تقاعده، وفي هذه المناسبة يُدعى للتشاور بشأن جريمة من قبل زميله وصديقه السابق مايك بوردن.
تدور أحداث رواية العندليب الخالي من الرجال، في البداية، حول النائبة سارة حسين في كنيسة القديس بطرس (في كينغسماركهام) التي عُثر عليها ميتة في مقر القسيس- مخنوقة. يُساعد الشرطي المتقاعد ريجنالد ويكسفورد في التحقيق في جريمة القتل،
كانت هذه هي الرواية الأخيرة في سلسلة المفتش ويكسفورد حيث توفيت رندل في 2 مايو 2015، بعد أن أصيبت بسكتة دماغية في وقت سابق من ذلك العام.